# 夏目みさこ
夏目 みさこ（なつめ みさこ、1998年10月26日 - ）は、日本のグラビアアイドル、 タレント。

## 経歴
2023年6月23日にグラビアアイドルとしてデビュー。

## 人物
芸能界にデビューした理由がもともと写真に写るのが好きで、趣味でコスプレや人物の活動をしていたところを事務所に語ったきっかけだったという。

## 作品

### イメージビデオ
- みさこちゃんファースト（2023年6月23日、竹書房）
- 真夏の夏目（2023年9月27日、スパイスビジュアル）
- 人妻願望（2024年2月20日、ラインコミュニケーションズ）